# Lipka (powiat zgierski)
Lipka – wieś w Polsce położona w województwie łódzkim, w powiecie zgierskim, w gminie Stryków.

## Historia
Lipka jest widoczna już na mapach z początków XIX w. Pierwsza oficjalna wzmianka o wsi pojawia się w 1827. W miejscowości było wówczas 15 domów ze 110 mieszkańcami. W 1884 odnotowano, że powierzchnia rozłogów wynosiła 581 mórg i 23 domy, w tym 240 mieszkańców. Zaś osada leśna, będąca przysiółkiem z dwoma domostwami liczyła 944 morgi rozłogów. Wieś tworzyła także osada karczmarska z jednym domostwem, zamieszkałym przez 3 osoby.
We wsi znajduje się neogotycki kościół Mariawitów p.w. Matki Boskiej szkaplerznej i św. Wojciecha. Budynek pochodzi z 1909. W 1914 w wyniku działań wojsk pruskich i rosyjskich zburzony został dach i wieża kościoła, a część wnętrza spłonęła. Obiekt odbudowano w 1926. Po II wojnie światowej kościół zyskał nową wieżę a nad ołtarzem postawiono konfesję.
Do 1954 roku siedziba gminy Niesułków. W latach 1975–1998 miejscowość administracyjnie należała do ówczesnego województwa łódzkiego.

## Religia
W Lipce od 1906 znajduje się kościół pw. Matki Boskiej Szkaplerznej i św. Wojciecha, będący siedzibą parafii Kościoła Starokatolickiego Mariawitów, a także mariawicki cmentarz.
W Lipce urodził się Maria Bernard Kubicki – biskup starokatolicki, zastępca biskupa diecezji śląsko-łódzkiej Kościoła Starokatolickiego Mariawitów w RP, członek Rady Kościoła Starokatolickiego Mariawitów w RP, reprezentant Kościoła w Komitecie Krajowym Towarzystwa Biblijnego w Polsce.

## Kultura
Od 1964 w Lipkach funkcjonuje Koło Gospodyń Wiejskich w Lipce. Dzięki ich staraniom, a także lokalnych muzyków, w 1987 zawiązano Zespół Ludowy „Lipowianka”